# Klasična gimnazija v Ljubljani
Klasična gimnazija v Ljubljani je bila šola, ki je delovala v Ljubljani med letoma 1563 in 1965 in je ena pomembnejših šol, ki so delovale na prostoru današnje Slovenije. Klasični pouk se v Ljubljani v skromnejšem obsegu nadaljuje tudi danes.
Na seznamih dijakov in profesorjev so se v teh stoletjih zvrstila številna znana imena ne le s področja jezikoslovja, medicine, prava in drugih družboslovnih ved, ampak tudi iz matematičnih in tehniških znanosti ter posebej iz umetnosti. Mnogi dijaki te gimnazije so kasneje postali priznani strokovnjaki, ki so se uveljavili tako doma kot v tujini. Večstoletni pouk klasičnih jezikov na slovenskih tleh je za slovenski narod velikega pomena. Tesna vez z antično kulturo in njenimi izročili je kalila izobražence v Sloveniji.

## Zgodovina
Začetki klasičnega gimnazijskega pouka segajo v leto 1563, ko so protestanti v Ljubljani odprli prvo latinsko šolo. Ta najstarejša Protestantska stanovska šola (1563–1598) se je v Ljubljani obdržala 35 let. Po izgonu protestantov jo je zamenjala Jezuitska šola (1597–1773), s katero so jezuiti vplivali na generacije gojencev 176 let. Od cesarice Marije Terezije naprej je šolanje vzela v roke država. Državna terezijanska gimnazija (1773–1849) je imela 76 let približno enak učni program kot gimnazije v drugih krajih tedanje monarhije. Ta šola je doživela korenito preobrazbo v letu 1848. Novo nastala Državna osemrazredna gimnazija (1849–1958) se je ohranila v Ljubljani do novejšega časa, kar 109 let.
Šolska prenova je leta 1958 dokončno pokopala osemletno klasično gimnazijo, vpeljana je bila obvezna osemletna osnovna šola in štiriletna gimnazija. Humanistično izobraževanje mladine v Ljubljani s to prenovo ni zamrlo, v skromnejšem obsegu se je pouk latinskega jezika nadaljeval na današnji Osnovni šoli Prežihovega Voranca, ki je dobila prostore v poslopju nekdanje Klasične gimnazije, na Osnovni šoli Mirana Jarca za Bežigradom in na današnji Gimnaziji Poljane.
Ob jubileju postavitve poslopja Klasične gimnazije v Ljubljani je leta 1999 izšla knjiga velikega formata, ki ima 279 strani: Zbornik ob 100-letnici šolskega pouka v zgradbi nekdanje Klasične gimnazije in sedanje Osnovne šole Prežihovega Voranca. Ravno tako je zanimiva knjiga Ljubljanski klasiki 1563–1965, ki je izšla sočasno z Zbornikom. Na 725 straneh velikega formata je navedenih 6731 nekdanjih učenk in učencev te šole. Temu se pridružujejo še seznami rektorjev, direktorjev in profesorjev šole in prikazi različnih uredb iz njene bogate, 400-letne zgodovine. Knjigo je izdalo Societas eruditorum in classicis, društvo ljubljanskih klasikov.

### Protestantska stanovska šola (1563–1598)
Leta 1563 so protestanti odprli enorazredno latinsko šolo, ki je v Ljubljani prva posredovala učencem osnove klasične izobrazbe. Dve leti kasneje je na Trubarjevo pobudo postal rektor šole Adam Bohorič (1566–1582), ki je v jeseni 1568 objavil prvi šolski red. Ta šolski red je - poleg poglavja o šolstvu v Trubarjevi Cerkovni ordningi iz leta 1564 - prvo ohranjeno pedagoško besedilo slovenskega pisca o ureditvi šol na slovenskih tleh. Svoje zamisli, da bi povzdignil šolo na stopnjo gimnazije, pa ni mogel uresničiti. Zgradba, v kateri se je vršil pouk, je stala na mestu današnje Kresije. Nanjo spominja danes doprsni kip in napis: »Adam Bohorič (1520–1598), prvi slovenski slovničar, deloval v stanovski šoli v hiši na tem mestu«. V letu 1575 je imela šola štiri razrede, predviden je bil tudi dodatni program, s katerim bi nadarjene dijake lahko pripravili za študij na univerzah. Tudi te Bohoričeve zamisli – na domačih tleh usposobiti absolvente za prehod na univerze in jim ponuditi celo nekaj univerzitetne snovi – tedaj še ni bilo mogoče uresničiti.
Kar ni uspelo Adamu Bohoriču, je dosegel njegov naslednik doktor Nicodemus Frischlin, nekdanji profesor univerze v Tübingenu, ki ga je leta 1582 zamenjal na rektorskem mestu. Frischlin je izboljšal šolske prostore, predvsem pa je leta 1582 uvedel peti razred, ki so ga končno leta 1584 uradno potrdili tudi stanovski odborniki. Tisto leto je bilo v prvem razredu več kot petdeset učencev, v drugih štirih razredih prav toliko, torej skupaj sto učencev. Šolski pouk so imeli po tri ure dopoldne in tri popoldne, dvakrat na leto javne izpite. Šola je premogla največ šest učiteljev z rektorjem vred, namenjena je bila branju, pisanju, računanju in katekizmu. Bilo je dosti učenja na pamet in vaj v govorništvu. Bistveno je bilo obvladati grščino in predvsem latinščino z logiko in retoriko. Vrednost slovenščine je bila skromna, nekoliko večjo veljavo je imela nemščina. Ker sta leta 1584 v prvem razredu potekala dva različna učna programa z dvema učiteljema, je bilo z ostalimi štirimi razredi vred torej šest razredov, kar je že ustrezalo kriterijem gimnazije oziroma stopnji gimnazijskega pouka.
Po Frischlinovem odhodu v letu 1584 je na Dalmatinovo priporočilo prišel iz Celovca rektor Jakob Präntelius, ki je na tem mestu ostal deset let. Posebnega napredka odtlej ni bilo več, saj se je položaj protestantov vse nagleje slabšal. V letih 1595–1598 so ponovno prepustili rektorske posle Adamu Bohoriču, dokler jih ni avgusta 1598 prevzel Engelbert Engel iz Wittenberga. Njegovo delo je bilo zelo kratko. Z odlokom nadvojvode Ferdinanda, da morajo vsi protestantski pridigarji in učitelji zapustiti Ljubljano, je šola po 35 letih zaprla vrata 30. oktobra 1598.

### Jezuitska šola (1597–1773)
Protestantska stanovska šola še ni opustila pouka, ko so v Ljubljano prišli jezuiti, 5. maja 1597 odprli svojo jezuitsko latinsko šolo in uvedli prve gimnazijske razrede. Vsako leto so vpeljali višji razred, dokler ni gimnazija v šolskem letu 1604/05 postala popolna. Imela je šest razredov, štiri gramatične in dva humanistična (poetika in retorika). V prvih dveh razredih so poučevali osnove latinskega jezika in prebirali lažja besedila, v tretjem letu so izpopolnjevali latinsko slovnico, brali Ciceronova pisma in začeli pouk grščine. V četrtem razredu so obdelali skladnjo, znanje latinščine je bilo že kar dobro. V razredu poetike so se učenci seznanjali z načeli govorništva, razred retorike pa je ob prebiranju zahtevnejših besedil izpopolnjeval znanje govorništva. Učni jezik je bila latinščina. Oba živa jezika, nemški in slovenski, sta ostala povsem v ozadju.
Kolegijsko poslopje, v katerem je bila tudi gimnazija, so jezuiti začeli graditi takoj po svojem prihodu v Ljubljano leta 1598, zgrajen pa je bil leta 1616. Skupaj s cerkvijo svetega Jakoba, ki je bila dokončana leta 1615, je predstavljal enoten kompleks dolžine okrog 60 m in širine okrog 47 m. Kolegij je bil v požaru leta 1774 uničen, ostala sta le cerkev in gimnazijsko poslopje, sedaj imenovano redutna stavba.
Leta 1600 so jezuiti ustanovili za potrebe šolanja tudi seminar, zanj so zbirali denar pri premožnih meščanih in cerkvenih ustanovah. Začel se je v skromnih prostorih, nato so ga razširili in kasneje zgradili nove bivalne sobe. Vanje so nastanili ubožne gimnazijce, ki niso zmogli stroškov v mestu in niso plačevali šolnine. Seminar pa je kaj kmalu ponudil bivanje in popolno oskrbo tudi gimnazijcem iz premožnih in plemiških družin. Sodeč po številu dijakov jih je v seminarju prebivala približno desetina.
V ljubljanski gimnaziji je pod vodstvom jezuitskega kolegija potekal pouk po pravilih jezuitskega šolskega sistema. Ratio atque institutio studiorum Societatis Jesu je bil natisnjen leta 1599 in je veljal v vseh državah Evrope in tudi drugje. To je bil temeljni vzgojni dokument, ki je z leti doživel nekaj sprememb, kot enotno pravilo pa je veljal za vse jezuitske gimnazije do razpustitve jezuitskega reda.
Ljubljanska jezuitska gimnazija je izobraževala učence, da so lahko nadaljevali študij filozofije in teologije na akademiji, to je na višješolski ravni, ki jo je ravno tako vodil jezuitski red in je z gimnazijo tvorila celoto. Po končanem dveletnem višjem študiju so morali učenci nadaljevati še eno leto v Gradcu ali na Dunaju, nato pa so se brez ovir vpisovali na evropske univerze. Višješolski študij na jezuitski akademiji v Ljubljani je imel le dve študijski smeri, to je filozofijo in teologijo, bil je tako predhodna stopnja za bodoče juriste in teologe.
V drugi polovici 18. stoletja, še posebno pod vladavino cesarice Marije Terezije Habsburške, se je monarhija pričela vpletati v učni program jezuitskih gimnazij. Zahtevala je pouk v nemščini in naravoslovne predmete, kajti oboje je bilo nujno za boljše delovanje države in za njen hitrejši gospodarski napredek.
V navodilih dvorne komisije iz leta 1764 je bil z naslovom Instructio pro Scholis humanioribus, Distributio Classium, et de munere Professorum točno določen učni načrt za vsakega od šestih razredov gimnazije ter skupni načrt za pouk verouka. V navodilih so predpisali, da je nemščina nujno znanje, učenci retorike in poetike pa naj bodo deležni nagrad, vsi gimnazijci skupaj tudi javne objave ob slovesni razglasitvi najboljših. Dosežene spremembe so bile bolj navidezne kot vsebinske. Pritisk monarhije ni bil tolikšen, da bi se jezuitska gimnazija hitro preobrazila iz latinske v šolo s predmetnim poukom, kot so ga narekovale potrebe po naravoslovni izobrazbi in poglobljenem znanju humanistike.
Izraz gimnazija se je le počasi uveljavil kot ime za srednjo šolo, ki ima svoje mesto med osnovno šolo na eni in visoko šolo na drugi strani. Tudi visoko šolo so v Ljubljano prinesli jezuiti, v 17. stoletju s predavanji iz moralne teologije, v začeku 18. stoletja pa s poukom filozofije. Vendar to ni bila univerza, ampak le priprava nanjo – za teološki in filozofski študij te vrste se je uveljavil izraz licej.
Od leta 1762 je deželno glavarstvo Vojvodine Kranjske pisalo sezname dijakov Catalogus et Informatio de inferioribus classibus Gymnasii Labacensis. V katalog so pod razširjenim naslovom vključili tudi tiste, ki so nadaljevali študij na višješolski stopnji. Poleg tega je od deželne uprave pooblaščena tiskarna vsako leto natisnila še zvežčič z imeni dijakov, nagrajenih za najboljše šolske uspehe. Posebej so bila natisnjena imena študirajočih na višješolski stopnji, ki so končali študij ali pripravili pismene naloge iz fizike, filozofije in podobnega. Objave so bili deležni tudi tisti gimnazijci, ki so sestavili latinske traktate na priložnostno temo, se pomerili v govorništvu ali tekmovali v lepopisju. Seznam gimnazijcev jezuitske gimnazije je tako postal javen dokument, ki je prinesel gimnaziji naslov Archiducale Gymnasium Labacense, bila pa je del Archiducalis Academia Collegii Societatis Jesu.
S papeško bulo papeža Klementa XIV. Dominus ac Redemtor Noster z dne 21. julija 1773 je bil jezuitski red razpuščen. Cesarica Marija Terezija se je s svojim dekretom septembra istega leta pridružila drugim evropskim državam, ki so si ravno tako prisvojile premoženje in ustanove jezuitskega reda, jezuitska gimnazija je po 176 letih prešla v državne roke. Gimnazija je kot Archiducale Gymnasium Labacense in kot del Archiducalis Academia Labacensis nadaljevala pouk z istimi profesorji in po istem učnem programu, ki je doživel spremembe šele v naslednjem desetletju.

### Državna terezijanska gimnazija (1773–1849)
Na pobudo cesarice Marije Terezije so dvorne komisije druga za drugo pripravljale novosti v izobraževalnem sistemu, ki naj bi koristile meščanstvu zaradi potreb po bolj izobraženem prebivalstvu ali pa prispevale k boljšemu delovanju države. Večina dobrih zamisli je ostala na papirju, čeprav so bile za tisti čas napredne.
Terezijanske prenove so bile enotne za izobraževalni sistem monarhije in so segle tudi na Slovensko ter imele navdušene zagovornike v Antonu Tomažu Linhartu in Blažu Kumerdeju. Vendar je bil njun trud plodnejši pri postavitvi osnovnošolskega sistema. Ljubljanska gimnazija je še naprej ostala latinska šola, v kateri si je mesto izbojeval pouk deželne zgodovine in naravoslovja, čeprav bolj v obliki filozofskih razgovorov kot pravega poznavanja snovi.
Leta 1774 so razglasili splošno šolsko obveznost, leta 1775 so objavili Leges Academicae, 5. januarja 1776 pa so z dvornim dekretom uvedli maturo, torej preizkus znanja, brez katerega se ni bilo mogoče vpisati na višješolske študije. Archiducale Gymnasium Labacense je bila še naprej sestavni del Archiducalis Academia Labacensis, dokler ni bila ta odpravljena, potem ko so leta 1783 ukinili licejski teološki študij in dve leti pozneje še filozofskega.
Za sprejem v gimnazijo so uvedli izpit iz nemščine, kar je zahteval že omenjeni dekret iz leta 1776. Cesar Jožef II. pa je leta 1784 predpisal pri osnovnošolskem in licejskem pouku uporabo nemških knjig, kar je nedvomno vplivalo tudi na gimnazijski pouk. Ko je bil višješolski študij leta 1791 obnovljen, je postala gimnazija del liceja. Preimenovana v Caesareo Regii Gymnasium je bila sestavni del Caesareo Regii Lyceum Labacense.
Leta 1776 so šestrazredni gimnazijski pouk skrčili na petrazrednega, leta 1806 pa se je na ljubljansko gimnazijo vrnil šestletni pouk, tokrat kot predmetni. Kljub vsem željam po posodobitvi pouka je gimnazija ostala latinska šola, ki je imela dobro polovico učnih ur v latinščini. Več truda je bil deležen višješolski študij, s katerim naj bi licej približali univerzi, toda prizadevanja so ostala brezuspešna.
V letih 1788–1790 so za šolske namene preuredili nekdanji frančiškanski samostan, ki je stal na današnjem Vodnikovem trgu ob Grajskem hribu. V tem poslopju, navadno imenovanem licej, je imela ljubljanska gimnazija svoj dom več kot sto let, do oktobra 1899. Potres v Ljubljani 1895 je poslopje poškodoval tako močno, da ga je bilo treba porušiti.
Po francoski zasedbi je državna gimnazija v Ljubljani doživela korenite pretrese, čeprav so jo ti doleteli šele poldrugo leto pozneje in po ustanovitvi Ilirskih provinc ter trajali le nekaj let. Gimnazijo so novembra 1810 preoblikovali po Pravilniku o pouku in disciplini na gimnaziji v Ljubljani. Odlok o razporeditvi dijakov je kot direktor podpisal Valentin Vodnik. Gimnazija je bila tedaj sestavni del Ecoles Centrales de Laybach, vanjo so vklučili obrtno šolo in višješolske študije, ki so kljub odloku o ustanovitvi univerze v Ljubljani – podpisal ga je maršal Marmont – ostali na licejski ravni.
V prvem gramatičnem razredu so prvič v zgodovini šole poučevali v slovenskem jeziku. Devetim uram pouka v latinščini in francoščini – tudi v enakem obsegu – sta se pridružili dve uri zemljepisa in zgodovine. Italijanščina je bila neobvezen učni predmet. Dijaki vseh razredov so morali opraviti izpit iz francoščine, pa tudi iz latinščine. To je veljalo v letih 1812 in 1813 tudi za dijake retorike, ki so na tej stopnji končali gimnazijski pouk. Matematika je izginila iz učnega programa, v drugem razredu gimnazije je poučevanje potekalo v nemščini, francoščini in slovenščini. Z novimi učbeniki se je postopoma spreminjala tudi vsebina pouka, pri čemer je bilo močno čutiti francoski, za tedanje čase bolj svobodomiseln vpliv.
Šolsko leto 1813/14 je za šolo pomenilo vrnitev v prejšnje stanje, še predno so se obrodili kakršnikoli sadovi francoskih prenov. Latinsko usmerjena gimnazija ni v naslednjih letih doživela bistvenih novosti. Slovenščino je izrinila nemščina, znanje in tudi prizadevnost učnega osebja sta se znova poslabšala, potem ko so s prenovo iz let 1818/19 odpravili predmetni pouk. V predmetniku, enotnem za vse šole v monarhiji, je dobra polovica učnih ur pripadla latinščini, po dve učni uri na teden grščini, matematiki, geografiji in zgodovini. Pouk je potekal v povprečju dve uri dopoldne in dve uri popoldne. Tudi nemščina ni bila samostojen učni predmet, temveč jezik, v katerem so poučevali druge predmete, če za to niso uporabljali latinščine. Do začetka štiridesetih let se v učnem načrtu ni kaj bistvenega spremenilo.
V času Ilirskih provinc je bila javna objava imen in najboljših gimnazijcev kot priznanje njihovemu trudu in priznanje gimnaziji kot ugledni izobraževalni ustanovi zanemarjana. Pač pa so se v francoskem obdobju uveljavila spričevala za različna znanja, kar je v tistem času gimnazijcem pomagalo do različnih služb.
Po vrnitvi Kranjske v Avstrijsko cesarstvo so imena gimnazijcev predstavljali javnosti v tiskanih zvežčkih z naslovom Juventus Caesarei Regii Gymnasii Labacensis e moribus et progressu in literis censa exeunte anno scholastico. Tako se je vrnil zunanji blišč, ki je spremljal vsakoletne podelitve nagrad najboljšim, ko so po končanem drugem humanističnem razredu zapuščali gimnazijo. Še vedno so zapisovali kraj, od koder je prišel gimnazijec, pa tudi njegovo deželno pripadnost. Javnosti je bilo sporočeno, kdo se ni izkazal v znanju in kdo je ponavljal razred. Tako je ostalo 76 let, do leta 1849.

### Državna osemrazredna gimnazija (1849–1958)
Marčni nemiri 1848 so vplivali tudi na spremembo srednjega in višjega šolskega sistema v Avstriji. Novi osnutek za gimnazije iz leta 1849 je odpravil dveletne teološke in filozofske študije oziroma jih je prenesel z liceja na gimnazijo, ki je tako iz šestrazredne postala osemrazredna.
Gimnazijski pouk pa se je spremenil tudi vsebinsko. Pod vplivom idej novega humanizma sta oba klasična jezika dobila v učnem programu novo vlogo: latinščina naj bi, skupaj z grščino, uvajala dijake v antično kulturo, katere zgledi bi dijake plemenitili, jim širili obzorje duha in jim razvijali sposobnosti za samostojno mišljenje in izražanje misli. V pouku klasičnih jezikov je torej prevzela prvo mesto vsebina, nekdanje stilistične vaje pa so izgubile svoj pomen. Šola ni bila več namenjena učenju latinskega jezika za praktično uporabo, temveč je postala splošna izobraževalna ustanova, ki je dijake vsestransko razvijala in jih usposabljala za fakultetne študije.

Pouk se je oktobra 1899 preselil z liceja na Vodnikovem trgu v novozgrajeno gimnazijsko poslopje na Tomanovi ulici, sedanji Prežihovi ulici. Licejsko poslopje je bilo v potresu 1895 tako poškodovano, da so ga v letih 1902-1903 podrli in na njegovem mestu uredili živilski trg.
Čeprav so se ob koncu 19. stoletja pojavile močne težnje, da bi odpravili klasične jezike kot gimnazijske učne predmete, kar je posledica vedno več realnih gimnazij, pa se hkrati pojavljajo tudi močna gibanja v obratni smeri. Pouk klasičnih jezikov v Ljubljani je ostal skoraj neokrnjen vse do leta 1965.
Klasična gimnazija v Ljubljani je od leta 1850 do 1918 vsako leto izdala letno poročilo v nemščini Jahresbericht. Vsebina teh poročil je bila iz leta v leto bogatejša in je ponujala izjemno zanimivo gradivo ne le o delu šole, njenih profesorjih in dijakih, ampak tudi o šolskih učnih programih in organizaciji. V njih je najti članke profesorjev na visoki strokovni ravni, pa tudi dragocene podatke o dijakih, njihovem ožjem in širšem socialnem okolju, iz katerega so izšli, o dejavnikih, ki so jim omogočili šolanje, štipendijah itd. Skozi desetletja je moč slediti spremembe v pisavi od gotice do latinice, uveljavljanje slovenščine v pisnih poročilih, razberemo pa lahko tudi razna druga spremljajoča dogajanja.
Po 1. svetovni vojni, v novi državi Jugoslaviji, so poročila prenehala izhajati za deset let (1919–1928). Leta 1930 so se ponovno pojavila v slovenščini pod imenom Izvestja, pripravljena po nekdanjem vzorcu letnih poročil, nato pa so leta 1940 dokončno ugasnila.
Državna osemletna gimnazija je v poldrugem stoletju svojega obstoja večkrat zamenjala ime. Do ustanovitve Jugoslavije leta 1918 so bili nazivi nemški: od k.k. Gymansium zu Laibach do k.k. Erstes Staatsgymnasium zu Laibach. Po 1. svetovni vojni je gimnazija dobila slovensko ime: kr. Prva državna gimnazija v Ljubljani, po 2. svetovni vojni preprosto Klasična gimnazija v Ljubljani.

## Današnja podoba
Po zaprtju osemletne klasične gimnazije so v Ljubljani ohranile tradicijo poučevanja latinskega jezika Osnovna šola Prežihovega Voranca, ki ima prostore v poslopju nekdanje klasične gimnazije, in nekatere štiriletne gimnazije:
- v šolskem letu 1958/1959 IV. gimnazija, Prežihova 8 (v poslopju bivše klasične gimnazije),
- v letih 1959 do 1982  II. gimnazija, Šubičeva 1,
- od šolskega leta 1965/1966 naprej Gimnazija Poljane.

II. gimnazija, ki je imela svoje prostore v nekdanji »francoski« gimnaziji na Šubičevi 1, je do leta 1983 redno imela razrede z začetno (do tri paralelke) in nadaljevalno latinščino, skupaj osem let pouka (ena paralelka). Vanjo so prihajali dijaki, ki so prej imeli latinščino (štiri leta) na O.Š. Prežihovega Voranca. Nekateri so fakultativno obiskovali tudi pouk grščine. Ko se je v osemdesetih II. gimnazija dokončno preselila na Strossmayerjevo 1 in se združila s tamkajšnjo gimnazijo pod imenom Gimnazija Poljane, se je del tradicije izgubil. Šola je v naslednjih letih skrbela za klasično izobraževanje, od šolskega leta 1998/1999 dalje v posebni klasični smeri.
Od jeseni 1993 ponuja temeljito humanistično izobrazbo tudi štiriletna Škofijska klasična gimnazija v Ljubljani.